# Abdullah ibn Muhammad
Abdullah ibn Muhammad (arabe : عبدالله بن محمد)  également connu sous le nom de Tahir ibn Muhammad (Tahir = "pur/pur") ou encore Tayib ibn Muhammad est un fils de Mahomet, né de l'union  entre Mahomet et Khadija bint Khuwaylid. Qasim ibn Muhammad né en 598 fut son frère aîné, ou Tayib ibn Muhammad.
Muhammad lui a donné le nom de son père. Abdullah est mort dans son enfance en 615 de notre ère.

## Famille